# Adidas Beau Jeu
La Adidas Beau Jeu es uno de los balones oficiales del torneo de la Eurocopa 2016. Se utilizó para la fase de grupos del torneo, después de lo cual fue reemplazado por el Adidas Fracas La frase francesa «Beau Jeu» se traduce como «Beautiful Game» o «bello juego».
En el partido el 19 de junio entre Suiza y Francia, ocurrió un evento poco probable cuando durante un desafío entre Antoine Griezmann y Valon Behrami, la pelota se abrió de golpe.

## Diseño
Dado a conocer por Adidas y presentado por el exjugador francés Zinedine Zidane nacional el 12 de noviembre de 2015, el nuevo Adidas Beau Jeu presenta un diseño único. El balón es una evolución y cuenta con elementos del Adidas Brazuca utilizado dos años antes en la Copa Mundial de Fútbol de 2014 disputada en Brasil . El diseño incluye líneas de color azul con detalles de color rojo con letras y números en cada línea que crean «EURO» y «2016».